# 宇宙戦隊キュウレンジャー THE MOVIE ゲース・インダベーの逆襲
『宇宙戦隊キュウレンジャー THE MOVIE ゲース・インダベーの逆襲』（うちゅうせんたいキュウレンジャー ザ ムービー ゲース インダベーのぎゃくしゅう）は、2017年8月5日より東映系で公開された、特撮テレビドラマシリーズ「スーパー戦隊シリーズ」の『宇宙戦隊キュウレンジャー』の劇場版作品。
『劇場版 仮面ライダーエグゼイド トゥルー・エンディング』と同時上映。
キャッチコピーは「スーパースターVSゲース・スター」「超巨大すい星兵器、地球に激突!」。

## 概要
『宇宙戦隊キュウレンジャー』初の単独映画作品。
ゲストとして、敵キャラクターにロンドンブーツ1号2号の田村亮が顔出しで、レイザーラモンHG・RGが声のみで出演する。
本作品オリジナルのメカとしてケルベロスボイジャーとケルベリオスが登場するほか、ギョシャキュータマの力でガル / オオカミブルーがバイク形態に変形する。
監督の柴﨑貴行は、尺が短いため2時間映画のクライマックス30分という想定で制作している。ストーリーは、ショウ・ロンポーにスポットを当てつつ、ショウの死に直面した他のメンバーの動向を中心としている。企画段階では、キュウレンジャーの解散やショウ・ロンポーの裏切りなども検討されていた。
終盤のチキュウがキュータマになるという展開は、特撮監督の佛田洋が映画『妖星ゴラス』から着想を得たものである。

## あらすじ
ジャークマターの脅威から宇宙を解放するために戦い続ける宇宙戦隊キュウレンジャーの前にジャークマター独立部隊であるゲース・インダベーとその部下が襲いかかってきた。ゲース・インダベーは、ショウ・ロンポー / リュウコマンダーへの復讐と「冥王ハデスの番犬」「宇宙の破壊神」と呼ばれたキュウボイジャーケルベロスを手に入れること、さらには彗星兵器ゲース・スターを使って地球を滅ぼそうとしていた。
キュウレンジャーは地球存亡を賭けて、ケルベロスの争奪戦に挑む。

## 本作品のキャラクター
ホイ・コウロー / ゲース・インダベー
ジャークマター独立部隊の隊長。分類は人型宇宙人。
武器は二重剣ゲースカリバーと二連銃ゲースナイパー。惑星破壊用の巨大人工彗星ゲース・スターをチキュウに衝突させて消滅させ、宇宙の破壊神ケルベロスを手に入れようとする。
その正体は元リベリオンの戦士で、かつてショウの相棒だった人型宇宙人ホイ・コウローであり、ショウと共に破壊神ケルベロスの研究に当たっていたが、その力を悪用しようとしたため、ショウによって追放された。その後、ジャークマターに忠誠を誓い、ゲース・インダベーとなった。
- デザインは久正人が担当した。デザインモチーフはトラとナスカの地上絵で、虎縞を地上絵の模様に見立てている。青紫の龍であるショウと対になるキャラクターであることからトラが選ばれ、配色も赤紫となった。腹部の口は全体ではトラの顔に見えるようにし、硬い牙に見えるディテールの鎧のように描いたつもりであったが、生物のようなディテールになっていたという。

オーモ・インダベー
ゲース・インダベーの部下で、ツヨインダベーにパワー特化のDNAカスタマイズ手術が施された重装備戦闘種。分類は戦闘疑似生命体。
武器は反則鎖フリーザー・クサリィ。
- 作中では、HGの持ちギャグである「フォー！」や「セイ！」をアドリブで取り入れている。
- デザインはK-SuKeが担当した。モチーフはビッグフットと「重い」。

カール・インダベー
ゲース・インダベーの部下、ツヨインダベーにスピード特化のDNAカスタマイズ手術が施された軽装備戦闘種。分類は戦闘疑似生命体。
オートバイの名手で、専用のバイク型マシンを乗りこなす。武器はバーニア剣フライングロッド。
- 作中では、RGの持ちネタである「あるあるネタ」をアドリブで取り入れているが、収録の都合で短くされている。
- デザインはK-SuKeが担当した。モチーフはスカイフィッシュと「軽い」。

## 戦力

### キュウボイジャー/巨大ロボ
ケルベロスボイジャー
冥王ハデスの番犬である「宇宙の破壊神ケルベロス」と呼ばれ、惑星を一撃で破壊するほどの力を持つケルベロス座系アタッククルーザー。ボディカラーはエメラルドグリーン。頭部は全て異なる犬の形をしており、左のハスキーヘッドからは業火、中央のドーベルヘッドからは雷、ブルヘッドからは氷結の超強力ビームを放つ。
3つのケルベロスストーンが揃ったことで封印が解け復活した。
- デザインは、シシボイジャーをベースとしており、両肩と頭部は新規造形となっている。配色は悪役寄りで検討されたが、紫や紺は既に用いられているため、主流ではないエメラルドグリーンとなった。

ケルベリオス
シシレッドが従えさせたケルベロスボイジャーとカジキ（右腕）・カメレオン（左腕）・オウシ（右脚）・ヘビツカイ（左脚）の各ボイジャーがキュータマ合体したスペースロボ。頭部だけでなく両肩にも首がある。
ヒカリキュータマ・ツキモードの力によりゲース・スターに対応できるサイズ（999km以上）にまで超巨大化した。
必殺技は超巨大化した全身を変形させて突進し、頭部に莫大なキューエナジーをチャージさせて発射するケルベリオスファイナルブレイク。

### ジャークマター
ゲース・スター
ゲース・インダベーが開発した惑星破壊用巨大人工彗星。ゲース・スターそのものが惑星に衝突し、攻撃目標を破壊する。内部にモアイダーを収容している。

## 設定・用語

### 本作品に登場するアイテム
ケルベロスストーン
ケルベロス座系のハスキー・ブル・ドーベルの3つの惑星に散らばって破壊神ケルベロスを封印していた石。3つの石を揃えることで破壊神ケルベロス（ケルベロスボイジャー）を復活・召喚させる。
ケルベロスキュータマ
No.111のケルベロスボイジャー専用キュータマ。ケルベロスボイジャーの背中にヘラクレスキュータマを使ったシシレッドがシシボイジャーのキュータマコクピットを力技で無理矢理ドッキングさせ従えさせたことで誕生したキュータマ。
- ケルベロス座は88星座から外れた現存しない星座であるため、ナンバーは88を越えたものである。犬の鳴き声（ワンワンワン）とかけた駄洒落にもなっており、また檻もイメージしている。

ギョシャキュータマ
No.62のスキルキュータマ。ガルをガルバイクに変形させる。
ポンプキュータマ
No.17のスキルキュータマ。ガルバイクを、スピードアップさせることが可能となる。

### 本作品に登場する惑星
いずれもケルベロス座系の惑星。
ハスキー
岩石系の惑星。シシレッドとガル・バイク形態が、カール・インダベーとバイクチェイスを繰り広げる。
ブル
氷系の惑星。チャンプとオーモ・インダベーが宇宙プロレスを繰り広げる。
ドーベル
廃墟都市の惑星。バランス・ナーガ・スパーダの3人がゲース・インダベーと戦闘を繰り広げる。

## キャスト
- ラッキー / シシレッド - 岐洲匠
- スティンガー / サソリオレンジ - 岸洋佑
- ナーガ・レイ / ヘビツカイシルバー - 山崎大輝
- ハミィ / カメレオングリーン - 大久保桜子
- スパーダ / カジキイエロー - 榊原徹士
- 佐久間小太郎 / コグマスカイブルー - 田口翔大
- 鳳ツルギ / ホウオウソルジャー - 南圭介
- ホイ・コウロー / ゲース・インダベー  - 田村亮（ロンドンブーツ1号2号）[1]
- ホシ★ミナト - 松本寛也

### 声の出演
- ガル / オオカミブルー - 中井和哉
- バランス / テンビンゴールド - 小野友樹
- チャンプ / オウシブラック - 大塚明夫
- ラプター283 / ワシピンク - M・A・O
- ショウ・ロンポー / リュウコマンダー - 神谷浩史
- オーモ・インダベー - HG（レイザーラモン）[1]
- カール・インダベー - RG（レイザーラモン）[1]
- アナウンス - 堀川仁
- ナレーション - 木村昴

### スーツアクター
- シシレッド[23]、レフェリー(インダベー)[24] - 高田将司
- 今井靖彦
- ガル[25] / オオカミブルー[25] - 竹内康博
- バランス[26] - 大林勝
- オウシブラック[24] - 岡元次郎
- 矢部敬三
- 下園愛弓
- ラプター283[27] / ワシピンク[27] - 五味涼子
- カジキイエロー[28] - 草野伸介
- 日下秀昭
- 神尾直子
- ホウオウソルジャー[29]、リュウテイオー[29] - 藤田洋平
- 清家利一
- 村岡弘之
- 蜂須賀祐一
- 大藤直樹
- おぐらとしひろ
- 高橋光
- 野川瑞穂
- 蔦宗正人
- 井口尚哉
- 寺本翔悟
- 松岡千尋
- 御前伸幸
- サソリオレンジ[30] - 伊藤茂騎
- 隈本秋生
- 竹中凌大
- 坂梨由芽
- 山田武生
- 石上龍成
- 福井理沙
- 白井雅士
- 佐々木俊宜
- 石川澪美
- 上平田結花
- 大河平レオン
- 吉田光
- 関谷健利
- 齊藤謙也
- 松本直也

## スタッフ
- 製作 - 手塚治（東映）、亀山慶二（テレビ朝日）、高木勝裕（東映アニメーション）、間宮登良松（東映ビデオ）、野田孝寛（アサツーディ・ケイ）、相原晃（東映エージェンシー）、垰義孝（バンダイ）
- 企画 - 白倉伸一郎（東映）、鷲尾天（東映アニメーション）、加藤和夫（東映ビデオ）、麻生一宏（アサツーディ・ケイ）、竹内淳裕（東映エージェンシー）、桃井信彦（バンダイ）
- 原作 - 八手三郎
- 脚本 - 下山健人
- 音楽 - 山下康介
- 撮影 - 松村文雄
- 照明 - 柴田守
- 美術 - 大谷和正
- 録音 - 伝田直樹
- 編集 - 柳澤和子
- スクリプター - たかいわれいこ
- 助監督 - 須上和泰
- 製作担当 - 東正信
- ラインプロデューサー - 青柳夕子、佐々木幸司
- 撮影助手 - 根来佑子、三浦佑太、本荘在右
- 録音助手 - 志村紀貴
- 音響効果 - 小川広美（大泉音映）
- 音楽プロデュース - Project.R、本谷侑紀（東映音楽出版）
- 音楽製作 - 日本コロムビア、東映音楽出版、テレビ朝日ミュージック
- 音楽協力 - ジェニュイン
- チーフ宣伝プロデューサー - 金岡長広
- 宣伝プロデューサー - 笹田文代
- 技術協力 - 東映ラボ・テック、東映デジタルセンター、東映デジタルラボ、株式会社RAID、RED DIGITAL CINEMA SHOT ON RED(RED HELIUM)、nac IMAGE TECHNOLOGY、BULL、WING-T、alpedia、grass valley(Quantel Rio 4K)、NKL、M・SOFT、Libec(平和精機工業)、FREEFLY(MoVI)、Studioあーと・夢、株式会社EXSELI
- 製作プロダクション - 東映テレビ・プロダクション
- エグゼクティブプロデューサー - 佐々木基(テレビ朝日)
- プロデューサー - 井上千尋（テレビ朝日）、望月卓（東映）、矢田晃一・深田明宏（東映エージエンシー）
- アクション監督 - 福沢博文
- 特撮監督 - 佛田洋
- 劇場版「エグゼイド・キュウレンジャー」製作委員会（東映、テレビ朝日、東映アニメーション、東映ビデオ、アサツー ディ・ケイ、東映エージエンシー、バンダイ）
- 監督 - 柴﨑貴行

## 音楽
「LUCKYSTAR」
作詩：藤林聖子 / 作曲：KoTa / 編曲：Project.R(KoTa、高橋哲也) / 歌：幡野智宏(Project.R)
「キュータマ音頭!（Movie edition）」
作詩：ショウ・ロンポー、井上望 / 作曲：平沢敦士 / 編曲：川瀬智（Project.R） / 歌：松原剛志（Project.R） / エンディングダンス振付：ラッキィ池田 / ダンス指導：チーム イカキック

## 他媒体展開
ドラマCD『ショウ・ロンポーの司令官はつらいよ』
劇場限定で発売されるドラマCD。夏期エンディング主題歌CD「キュータマ音頭！」とのセットで、ボーナス・トラックとして「ホシ☆ミナトのラッキーミラクルパラダイスウルトラスーパースターズラジオ!!」も収録している。
とあるスナックを訪れたショウ・ロンポーがスナックのママにかつての相棒であったホイ・コウローとの思い出を語るという内容。

## 映像ソフト化
2017年12月6日発売。本作品以降、通常版はDVD版のみ発売となった。
- 宇宙戦隊キュウレンジャー THE MOVIE ゲース・インダベーの逆襲 通常版（DVD1枚組）
  - 映像特典
    - 特報
    - 劇場予告編
    - TVスポット集
    - ノンスーパーED
- 宇宙戦隊キュウレンジャー THE MOVIE ゲース・インダベーの逆襲 DVDコレクターズパック（2枚組）
  - ディスク1：本編DVD（通常版と共通）
  - ディスク2：特典DVD
    - メイキング
    - 製作発表会見
    - 完成披露イベント
    - 完成披露上映会舞台挨拶
    - 公開2日目舞台挨拶
    - PR集
    - リベリオンデータファイル
    - ポスタービジュアル

  - 初回限定特典
    - キュウレンジャーライセンス8種（ガル、バランス、ナーガ・レイ、ハミィ、ラプター283、スパーダ、ショウ・ロンポー、佐久間小太郎）
- 宇宙戦隊キュウレンジャー THE MOVIE ゲース・インダベーの逆襲 Blu-ray+DVDコレクターズパック（3枚組）
  - ディスク1：本編Blu-ray
  - ディスク2：本編DVD
    - 映像特典（ディスク1、ディスク2共通）
      - 特報
      - 劇場予告編
      - TVスポット集
      - ノンスーパーED

  - ディスク3：特典DVD
    - メイキング
    - 製作発表会見
    - 完成披露イベント
    - 完成披露上映会舞台挨拶
    - 公開2日目舞台挨拶
    - PR集
    - リベリオンデータファイル
    - ポスタービジュアル

  - 初回限定特典
    - キュウレンジャーライセンス8種（ガル、バランス、ナーガ・レイ、ハミィ、ラプター283、スパーダ、ショウ・ロンポー、佐久間小太郎）